# 蛇淫
『蛇淫』（じゃいん）は日本の小説家・中上健次による短編小説である。『文藝』1975年9月号に掲載されたのち、翌1976年に河出書房新社より短編集『蛇淫』に収録されて刊行された。
- 本作のタイトルは『雨月物語』の「蛇性の婬」から取られている[1]。
- 1974年に千葉の市原市で実際に起きた父母殺し事件を題材にしている。
- 作品の雑誌への発表順は、本作は、中上の芥川賞受賞作『岬』に先行するが、本作は『岬』を書き上げた後に執筆されている[2]。
- 本作を原作として1976年、長谷川和彦監督・水谷豊、原田美枝子主演による映画『青春の殺人者』が作られている。

## あらすじ
主人公は二十七歳の「彼」（名は順）である。かつて「彼」の父親は材木かつぎの人足をしており、一家は駅裏のどぶがにおいたてる「路地」の破れ長屋で暮らしていたが、今では成りあがって製材所を営み「路地」の外で暮らしている。
裕福になった両親は、学生時代にグレて、その後もふらふらしていた「彼」に国道沿いにスナックを出してやった。「彼」はパチンコ屋で住み込みで働いていた「路地」の幼なじみの「女」（名はケイ）をウェイトレスに雇う。「女」の家では、靴職人の父親はすでに亡く、母親はアル中で、アル中の男を引っ張り込んでいる。「女」は片耳が聴こえない。あるきっかけから「彼」は「女」と関係を持ち、それから「女」に溺れていく。
両親からすると「女」は、過去に葬った「路地」そのものだった。「彼」の母は言う。「あんたらなあ、どういうつもりか知らんが、わたしもお父ちゃんも、絶対に認めんからな」「いやなんよ、わたしは。なんやしらん、せっかく大事にして来たもんが、この齢になってバラバラ崩れてしまうようで。それを見とるようで」
母は女を罵る。「あの女、悪意を持っとんのよ、うまい具合に行って、貧乏から這い上ったわたしらにヤキモチ焼いとんのよ。おまえは、ひっかかって、とりつかれてるんや」「蛇や蛇、あの女は蛇。淫乱」「眼から淫乱の炎が出とる。男には、わからんのよ。」父は、駅裏の連中から情報を仕入れてきたという。「女」の耳が聴こえないのは、「女」が中学生のころ「女」の母親がひっぱり込んだ男に手ごめにされ、その現場を母親にみつかり、母親から叩かれて鼓膜が破れたからだという。
両親に「女」との関係について意見されて、「彼」は衝動的に灰皿で両親を殴りつける。両親はあっけなく死んでしまう。「女」と協働して、風呂の浴槽に両親の遺体を片付けてから 「彼」は「女」と性交をする。「彼が昂まり、破裂寸前に女はいった。ぐったりして、ベッドから身をのりだした。彼は機会を失したと思った。女の髪をつかみ、揺さぶった。おれにとりついて、ここまできて、おれをみすてるのか」かつて貧乏だったころに父が母にしたように「彼」は「女」に乱暴する。
「彼」はしでかしたことを後悔する。「（両親が）つめに火をとぼして、貧乏から這い上ろうとしたのは確かだった。殴ることは要らなかった。女を好きなら、家を出ればよかった。なにも、女は、この女一人だけではなかった。」「彼」が嗚咽すると、「女」は「淫乱の炎が出ているという眼に、大滴の涙をふくれあがらせる。「順ちゃん、泣かんといてよお、泣かんといてよお」と、声をあげて泣く。」
「彼」は家を火をつけて、両親を火葬してから、行けるところまで行こう、天王寺にでも出ようと考える。

## 評価
発表直後、二人の有力な文芸評論家から新聞の文芸時評で絶賛を受けた。
- 江藤淳は毎日新聞夕刊（昭和五十年八月二十八日）で、「この新進作家の力量を充分に証明し得た作品である」として、粗筋を紹介して小説の冒頭部分と結末部分を引用したうえで「（二つが）見事に照応した快作で、ことに読点を効果的に生かした文体が心にくく決まっている」と評した。
- 川村二郎は、読売新聞（同年同月二十七日夕刊）で、つぎのように評した。 「怒り狂って殺した、というだけなら、幼稚な反抗の物語でしかない。だが、この反抗は、成り上がりのかなしさ、不自然に変化した生活のどうしようもないひずみを背後にした時、ある絶望的な現実突破の試みと見えてくる。この背後の生の重さを作者はたしかにとらえていて、そこで物語から厭離穢土の寓意談を読み取ることが可能になる」